# Национальный олимпийский комитет Кирибати
Национальный олимпийский комитет Кирибати (англ. Kiribati National Olympic Committee) — организация, представляющая Кирибати в международном олимпийском движении. Основан в 2002 году, зарегистрирован в МОК в 2003 году.
Штаб-квартира расположена в Баирики. Является членом Международного олимпийского комитета, Национальных олимпийских комитетов Океании и других международных спортивных организаций. Осуществляет деятельность по развитию спорта в Кирибати.